# Pánico (película de 1982)
Pánico es una película de coproducción hispanoitaliana de 1982 dirigida por Tonino Ricci (acreditado como Anthony Richmond) y producida por Marcello Romeo. Los guionistas fueron Víctor Andrés Catena y Jaime Comas Gil, con fotografía de Giovanni Bergamini y música de Marcello Giombini.
Su título italiano original es "I vivi invidieranno i morti" ("Los vivos envidiarán a los muertos"), y fue estrenada en otros países como "Bakterion" en 1982.

## Intérpretes
Fue interpretada por el neozelandés David Warbeck (Capitán Kirk), Janet Agren (Jane Blake), Roberto Ricci (Profesor Adams), José Lifante (Sargento O’Brien), Franco Ressel (Milton), Miguel Herrera (Doctor Vince), Eugenio Benito (Padre Braun), Fabián Conde (borracho), Ovidio Taito, José María Labernié (Coronel Rudrige), Ilaria Maria Bianchi, Vittorio Calò, Goffredo Unger y José Solana.

## Sinopsis
Tras realizar unos experimentos biológicos secretos con fines militares, un brillante científico queda infectado por un virus mortal creado durante la II Guerra Mundial. Queda transformado en un ser monstruoso con hábitos antropofágicos que necesita alimentarse de sangre humana para sobrevivir. La horrible criatura inicia una cruenta espiral de terribles crímenes tras los que termina refugiándose en las oscuras alcantarillas de la ciudad. Tras la consabida alerta generalizada en la que toda la ciudad queda en cuarentena, el ejército manda al lugar a uno de sus mejores agentes secretos, quien además de encontrar al científico tendrá como misión impedir la extensión de la epidemia y la destrucción de la ciudad en una inexorable cuenta atrás.

## Crítica
Aunque de sencilla producción, se puede ver en la actualidad como una muestra del cine que se realizaba entre las coproducciones de aquella época. Casposa y nostálgica cinta ochentera, se dejó ver sobre todo en los videoclubs de la época. Analizando sus distintos componentes, no es difícil encontrar la huella de No profanar el sueño de los muertos, la ya clásica película del género de Jorge Grau de 1974.